# Ottobiano
Ottobiano (lombardul: Utibiän) település Olaszországban, Lombardia régióban, Pavia megyében. Lakosainak száma 1071 fő (2023. január 1.). Ottobiano Ferrera Erbognone, San Giorgio di Lomellina, Valeggio, Lomello és Tromello községekkel határos.

## Népesség
A település lakossága az elmúlt években az alábbi módon változott:
| Lakosok száma | 1104 | 1114 | 1071 |
|               | 2017 | 2018 | 2023 |